# Raíces (miniserie)

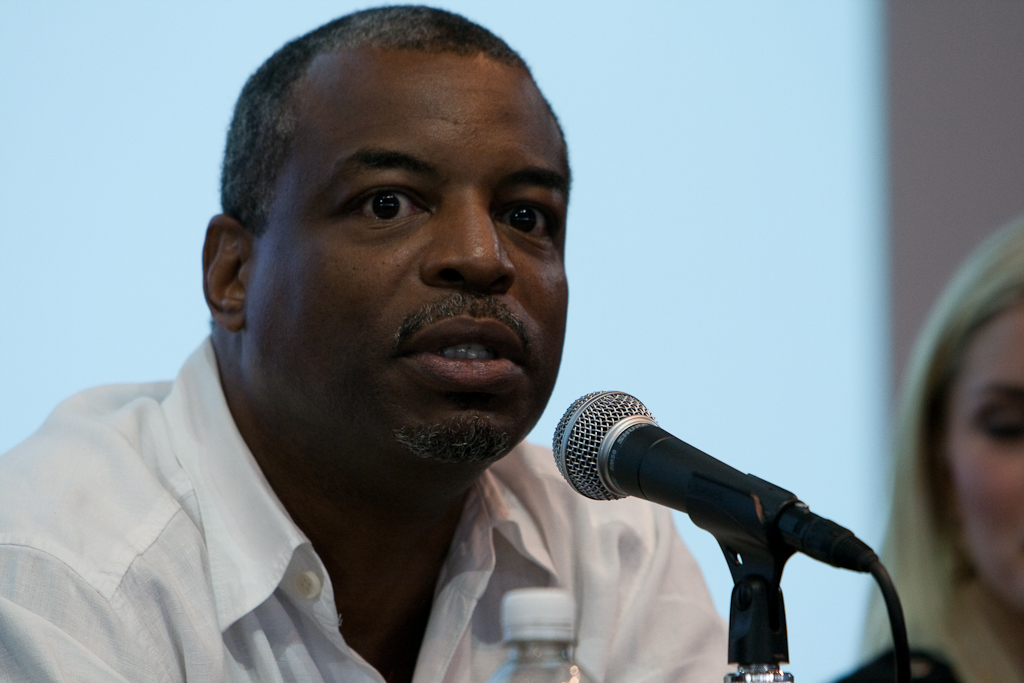
LeVar Burton

Raíces fue una miniserie producida por la cadena de televisión estadounidense ABC en 1977, basada en la obra de Alex Haley Roots: The Saga of an American Family. El programa cuenta la historia de Kunta Kinte, un hombre libre africano forzado a trabajar como esclavo en Estados Unidos y sus posteriores intentos de liberación.
Raíces recibió 37 nominaciones, ganando 9 Emmys, un Globo de oro y un Peabody Award. 
Tuvo un gran número de espectadores y cautivó a las audiencias de la televisión estadounidense logrando con éxito dejar atrás los prejuicios raciales y psicológicos de todo tipo de familias y grupos étnicos.
La serie y su secuela de 1979 se caracterizaron por añadir a su reparto a varios actores importantes afroamericanos con gran experiencia. El programa presentó a LeVar Burton en el papel de Kunta Kinte. También fue protagonizado por Louis Gossett Jr. como Fiddler. Una segunda secuela Roots: The Gift, fue producida como una película de Navidad y es ampliamente considerada como una producción de menor calidad. 
La serie y el libro Raíces revivieron el interés en la historia oral y la genealogía entre la masa popular. También hubo interés en África y en nombres que sonaban africanos, como Kizzy, interpretada por Leslie Uggams, que llegó a transformarse en un nombre popular entre las niñas afroamericanas, aún en la siguiente generación.
La serie fue dirigida por Marvin J. Chomsky, John Erman, David Greene y Gilbert Moses. Fue producida por Stan Margulies y David L. Wolper fue su productor ejecutivo. La partitura fue compuesta por Gerald Fried y Quincy Jones. 
Alex Haley aparece en los últimos minutos de la serie, junto a fotos de los antepasados que lo conectan por nueve generaciones, desde la abuela de Kunta Kinte hasta él.
Tuvo una secuela de 14 horas, Raíces: las siguientes generaciones (Roots: The Next Generations), en 1979, y una película para televisión: Roots: The Gift, estrenada en 1988.

## Argumento
En el pueblo de Jufureh, Gambia, África Occidental, en 1750, nace Kunta Kinte (LeVar Burton) de una familia Mandinka encabezada por el guerrero Omoro Kinte (Thalmus Rasulala) y su esposa Binta (Cicely Tyson). Cuando alcanza los 15 años, él y un grupo de adolescentes de la misma edad son conducidos a formar parte de la ceremonia tribal conocida como "hacerse hombre" (comienzo de la edad adulta), en la que a los adolescentes se los adiestra en las artes de la lucha y la caza, y se los circuncida. Luego de ese periodo regresan a sus aldeas y pasan a ser considerados oficialmente como guerreros Mandinkas. Cuando intentaba encontrar un tronco fuera de su aldea para hacerle un tambor a su pequeño hermano, Kunta Kinte es capturado por traficantes de esclavos y junto con otros 140 hombres y mujeres, es llevado a bordo del Lord Ligonnier, una nave negrera comandada por el Capitán Thomas Davies (Edward Asner) y su primer oficial (Third Mate Officer en el original) Slater (Ralph Waite) para un viaje hasta las colonias inglesas en Norteamérica (futuro Estados Unidos). Durante su forzado viaje un grupo de africanos se amotina y asesinan a Slater y a 10 marineros, pero fallan en tomar el control del navío. Como resultado el guerrero que entrenó a Kunta Kinte y líder del motín fallece. 
La nave toca tierra meses más tarde en Annapolis, Maryland, donde los capturados son vendidos en una subasta. Kunta Kinte es vendido a una plantación propiedad de John Reynolds (Lorne Greene) y se le da el nombre de Toby. El Amo Reynolds pone a Toby al cuidado de un viejo esclavo llamado Fiddler (violinista) (Louis Gossett Jr.) a quien le encarga enseñarle a Toby el camino para ser un esclavo obediente y a hablar en inglés. En una desesperada lucha por la supervivencia, realizará varios intentos de escape. Ante la primera huida, el Amo Reynolds le quita a Fiddler la custodia de Toby y lo entrega al capataz (overseer) llamado Ames (Vic Morrow), quien severamente castiga a Kunta Kinte hasta que acepte el nombre de Toby. En una fiesta de Navidad, Kunta Kinte vuelve a escapar, y unos cazadores de esclavos lo capturan y le cortan medio pie izquierdo para prevenir nuevas fugas.
El adulto Kunta Kinte/Toby (John Amos) aprende lo que significa ser un esclavo pero vive atormentado por sus raíces mandinkas y su recuerdo de haber sido libre alguna vez. Es vendido al Dr. William, el hermano de John Reynold (Robert Reed), se casa con la cocinera esclava, de nombre "Mamy" Bell (Madge Sinclair) y tiene una hija llamada Kizzy (Leslie Uggams), nombre que significa "la que se quedará". Cuando Kizzy es adolescente, es vendida a Tom Moore (Chuck Connors) en Carolina del Norte, al descubrirse que había escrito un salvoconducto falso para facilitar la fuga de Noah, un joven esclavo del cual estaba enamorada. (Demostraba que había tomado lecciones de lectura secretamente con Missy Anne ("amita Reynold" (Sandy Duncan), la niña de la familia blanca dueña de la plantación). 
Kizzy será violada por Moore y tendrá un hijo que en el futuro apodarán el Gallero George (Ben Vereen).
George llegará a ser un experto gallero, criador de gallos de pelea. Le hace ganar muchas peleas a su Amo/padre Tom Moore, pero este apuesta una gran cantidad contra un inglés y al perder, como no posee dinero para pagar su deuda, debe enviar a George a servirlo a Inglaterra en 1820. George volverá a América transformado en un hombre libre. El hijo de George es Tom Harvey (Georg Stanford Brown), quien llega a convertirse en un herrero y es reclutado como tal por el Ejército Confederado durante la guerra civil estadounidense.
Después de la guerra de secesión, los racistas conducidos por Evan Brent (Lloyd Bridges) molestarán y explotaran económicamente a la familia de George. La miniserie termina cuando Tom el herrero y su familia se muden a las tierras que el gallero George les compró en Tennessee para empezar una nueva vida.
Alex Haley narra en los últimos minutos un montaje de fotografías de los miembros de su familia que lo conectan hasta Cynthia, la hija de Tom. Se completa así la línea que parte desde Kunta Kinte hasta el mismo Haley.

## Algunas diferencias entre la miniserie y el libro
Hay numerosas diferencias entre la miniserie y el libro homónimo en que se basa:
- En el libro, Irene está embarazada cuando conoce por primera vez al sheriff Chicken George, pero en la miniserie ella ya tenía a sus hijos.
- El nombre del personaje C. J. Barnes es cambiado en la miniserie por el de Evan Brent.
- En el libro, Tom está llevando caballos para el Capitán J. D. Cates, un sheriff.  En la miniserie, él trabaja para Evan Brent.
- La trama del octavo episodio fue creada solo para la serie, ya que no existía en el libro.
- El senador Arthur Johnson fue creado en la miniserie, como también fueron inventados los hechos de él vendiendo la propiedad de Sam Harvey y declarando libres a los esclavos.
- Los apellidos son diferentes: Waller cambia a Reynolds, Lea cambia a Moore y Murray cambia a Harvey. Además, el nombre de Murray no aparece en el libro, mientras que Harvey tiene el nombre de Samuel en la miniserie.
- El abuelo de Kunta, Kairaba Kunte Kinte, es solo mencionado una vez, al final del tercer episodio, cuando Kunta le describe a su hija Kizzy su linaje Mandinka. Mientras que Sireng, la primera esposa de Kairaba, no se nombra en la miniserie como en el libro, aunque es importante notar que es la corta escena final donde mientras Kunta cuenta la historia a Kizzy, el audio de su voz, cada vez se diluye entre unos sonidos de tambores y presumiblemente le hablaba de ella.
- El libro menciona la vida de Kunta desde la niñez hasta la adolescencia, en la aldea de Juffure, mientras que la miniserie cubre solo su nacimiento y la vida de adolescente antes de ser capturado.
- Kunta tuvo tres hermanos llamados Lamin, Suwadu y Madi en la novela mientras que en la adaptación televisiva solo se mencionan dos en total.

## Reparto
- LeVar Burton - Kunta Kinte/Toby Waller
  - John Amos - Kunta Kinte/Toby Waller (adulto)
- Cicely Tyson - Binta
- Thalmus Rasulala - Omoro Kinte
- Maya Angelou - Nyo Boto
- Ji-Tu Cumbuka- Wrestler
- O.J. Simpson - Kadi Touray
- Moses Gunn - Kintango
- Hari Rhodes - Brima Cesay
- Ren Woods - Fanta
  - Beverly Todd - Fanta (adulta)
- Ernest Lee Thomas - Kailuba
- Edward Asner como el capitán Thomas Davies
- Ralph Waite - Slater
- Louis Gossett Jr. - Fiddler
- Lorne Greene - John Reynolds
- Lynda Day George - Sra. Reynolds
  - Tracey Gold como la joven Reynolds.
- Vic Morrow - Ames
- Paul Shenar - John Carrington
- Robert Reed - Dr. William Reynolds
- Madge Sinclair - Bell Reynolds
- Gary Collins - Grill
- Raymond St. Jacques - The Drummer
- Chuck Connors - Tom Moore
- Sandy Duncan - Missy Anne Reynolds
- Lawrence Hilton-Jacobs - Noah
- John Schuck - Ordell
- Leslie Uggams - Kizzy Reynolds
- Macdonald Carey - Squire James
- Olivia Cole - Mathilda
- Scatman Crothers - Mingo
- George Hamilton - Stephen Bennett
- Carolyn Jones - Sra. Moore
- Ian McShane - Sir Eric Russell
- Lillian Randolph - Hermana Sara
- Richard Roundtree - Sam Bennett
- Ben Vereen - Chicken George Moore (Gallero George)
- Carolyn Jones como Mrs. Moore.
- Lloyd Bridges - Evan Brent
- Georg Stanford Brown - Tom Harvey
- Brad Davis - George Johnson
- Lane Binkley - Martha Johnson
- Hilly Hicks - Lewis Harvey
- Doug McClure - Jemmy Brent
- Lynne Moody - Irene Harvey
- Burl Ives - Senador Arthur Johnson
- Thayer David - Harlan
- Roxie Roker - Melissa
- Austin Stoker - Virgil Harvey
- John Quade - Sheriff Biggs
- Charles Cyphers - Drake
- Todd Bridges - Bud Harvey
- Ross Chapman - Sargento Williams
- Grand L. Bush - compañero esclavo
- Tanya Boyd
- Helen Martin
- William Watson
- Lee de Broux
- Fred Covington
- Maurice Hunt
- Lee Kessler
- Hank Rolike
- Allen Williams
- Thalmus Rasulala como Omoro.
- Hari Rhodes como Brima Cesay.
- William Watson como Gardner.
- Lynne Moody como Irene Harvey
- Richard McKenzie como Sam Harvey
- Sally Kemp como Lila Harvey
- Lee de Broux como Trumbull.
- Tanya Boyd como Genelva.
- Pat Corley como Árbitro.
- Stan Haze como Field Singer.
- John Dennis Johnston como el hombre de la lucha en la cocina.
- Elma V. Jackson como la madre Ada.
- Davis Roberts como Leonard.
- Doug McClure como Jemmy Brent
- Tina Andrews como Aurelia.
- Ann Weldo como Mary.
- Rebecca Bess como la mujer del barco.
- Fred Covington.
- Joe Dorsey como Calvert.
- Brion James como un esclavo.
- Rachel Longaker como Caroline.
- Macdonald Carey como Squire James.
- Burl Ives como el senador Arthur J. Justin.
- Charles Cyphers como Fred Drake.
- Lee Kessler como Miss Constable.
- John Quade como el sheriff Charlie Biggs.
- Big Joe Turner como el cantante.
- Henry Butts como Sitafa.
- Macon McCalman como Archie Poston.
- Hank Rolike como John.
- Wally Taylor como el reverendo.
- Kermit Echols como Vilars.
- Maurice Hunt como el doctor.
- Allen Williams como Robert Calvert.
- Brooks Clift como McAlmon.
- Ronnie Leggett como Kalilu.
- Helen Martin como la tía Sukey.
- Robert Phalen como Rufus Jackson.
- Wayne Heffley como el telegrafista.
- Bill Gribble como Seaman Grimes.
- Roosevelt Smith como James.
- Cindy Henderson como Bess.
- Betty Cole.
- Grand L. Bush como el esclavo capturado.
- Richard Farnsworth.
- Randy Miller como el chico que va a la Iglesia.
- Yvonne De Carlo.
- Yaphet Kotto.
- Fred D. Scott.
- Sonny Shroyer como Seaman Thompson.

## Lanzamiento en DVD
Warner Home Video dio a conocer en su aniversario número 25 tres discos en edición de DVD de las series en 2002, lanzando un cuarto disco (three double-sided, one single-sided) en el aniversario número 30, el 22 de mayo de 2007. Fueron incluidos bonus, como un nuevo comentario de audio por LeVar Burton, Cicely Tyson y Ed Asner junto al resto del elenco en el DVD-ROM Roots Family Tree.

## Premios y nominaciones
- Emmy Awards:
  - Mejor Actor - Drama o serie de comedias, Apariencia simple (LeVar Burton por "Parte I")
  - Mejor Actor - Drama o serie de comedias, Apariencia simple (John Amos por "Parte V")
  - Mejor Actor - Drama o serie de comedias, Apariencia simple (Ben Vereen por "Parte VI")
  - Mejor Actor - Drama o serie de comedias, Apariencia simple (Louis Gossett, Jr., Ganador)
  - Mejor Actriz - Drama o serie de comedias, Apariencia simple (Madge Sinclair por "Parte IV")
  - Mejor Actriz - Drama o serie de comedias, Apariencia simple (Leslie Uggams por "Parte VI")
  - Mejor Dirección artística o diseño escénico - Series de drama ("Parte II")
  - Mejor Dirección artística o diseño escénico - Series de drama ("Parte VI")
  - Mejor diseño de vestuarios - Drama o serie de comedia (Jack Martell por "Parte I")
  - Mejor Cinematograma en programación de entretenimiento- Series (Stevan Larner por "Parte II")
  - Mejor Cinematograma en programación de entretenimiento- Series (Joseph M. Wilcots por "Parte VII")
  - Mejor Director - Series de drama (David Greene por "Parte I", Ganador)
  - Mejor Director - Series de drama (John Erman por "Parte II")
  - Mejor Director - Series de drama (Marvin J. Chomsky por "Parte III")
  - Mejor Director - Series de drama (Gilbert Moses por "Parte VI")
  - Mejor Edición digital - Series de drama (Neil Travis por "Parte I", Ganador)
  - Mejor Edición digital - Series de drama (James T. Heckert and Neil Travis por "Parte II")
  - Mejor Edición digital - Series de drama (Peter Kirby por "Parte III")
  - Mejor Edición digital - Series de drama (James T. Heckert por "Parte VIII")
  - Mejor serie límite (Ganador)
  - Mejor Composición de música para series - Dramatic Underscore (Gerald Fried and Quincy Jones por "Parte I", Ganador)
  - Mejor Composición de música para series - Dramatic Underscore (Gerald Fried por "Parte VIII")
  - Mejor Edición digital de sonido - Series (Ganador)
  - Mejor Efecto de sonido ("Parte I")
  - Mejor Efecto de sonido ("Parte IV")
  - Mejor Efecto de sonido ("Parte VII")
  - Mejor Efecto de sonido ("Parte VIII")
  - Mejor Actor de apoyo - Drama o serie de comedias, Apariencia simple (Edward Asner por "Parte I", Ganador)
  - Mejor Actor de apoyo - Drama o serie de comedias, actuación simple (Moses Gunn por "Parte I")
  - Mejor Actor de apoyo - Drama o serie de comedias (Ralph Waite por "Parte I")
  - Mejor Actor de apoyo - Drama o serie de comedias (Robert Reed por "Parte V")
  - Mejor Actriz de apoyo - Drama o serie de comedias (Cicely Tyson por "Parte I")
  - Mejor Actriz de apoyo - Drama o serie de comedias (Sandy Duncan por "Parte V")
  - Mejor Actriz de apoyo - Drama o serie de comedias, Apariencia simple (Olivia Cole por "Parte VIII", Ganador)
  - Mejor Libreto - Series de drama (Ernest Kinoy and William Blinn por "Parte II", Ganador)
  - Mejor Libreto en Series de drama (M. Charles Cohen por "Parte VIII")
  - Mejor Libreto en Series de drama (James Lee por "Parte V")
- Golden Globe Awards:
  - Mejor TV Actriz - Drama (Leslie Uggams, nominada)
  - Mejor TV Series - Drama (Ganador)

## Emisión
Raíces fue presentada originalmente en la cadena ABC durante ocho noches consecutivas, desde el 23 al 30 de enero de 1977. Los episodios 1, 2, 6 y 8 cada uno tuvieron dos horas de duración, mientras que los episodios 3, 4, 5 y 7 fueron cada uno de una hora. La miniserie ha sido reeditada en seis episodios de 90 minutos para VHS y DVD.

## Exactitud histórica
Steven Mintz escribió: "Muchos estadounidenses, influidos por las imágenes de la miniserie de televisión de 1977 Raíces, creen erróneamente que la mayoría de los esclavos fueron capturados por europeos que desembarcaron en las costas africanas y capturaron o emboscaron a personas. A pesar de que los europeos participaron en algunas incursiones para capturar esclavos, la mayoría de las personas que fueron transportadas a las Américas fueron esclavizadas por otros africanos."